# French Lick
French Lick es un pueblo ubicado en el condado de Orange en el estado estadounidense de Indiana. En el Censo de 2010 tenía una población de 1807 habitantes y una densidad poblacional de 394,84 personas por km².Es conocido por ser la cuna del exjugador de baloncesto, Larry Bird.

## Geografía
French Lick se encuentra ubicado en las coordenadas 38°32′52″N 86°37′11″O / 38.54778, -86.61972. Según la Oficina del Censo de los Estados Unidos, French Lick tiene una superficie total de 4.58 km², de la cual 4.57 km² corresponden a tierra firme y (0.06%) 0 km² es agua.

## Demografía
Según el censo de 2010, había 1807 personas residiendo en French Lick. La densidad de población era de 394,84 hab./km². De los 1807 habitantes, French Lick estaba compuesto por el 88.82% blancos, el 5.81% eran afroamericanos, el 0.33% eran amerindios, el 1.22% eran asiáticos, el 0% eran isleños del Pacífico, el 0.89% eran de otras razas y el 2.93% pertenecían a dos o más razas. Del total de la población el 2.1% eran hispanos o latinos de cualquier raza.